# Schloss Gaußig

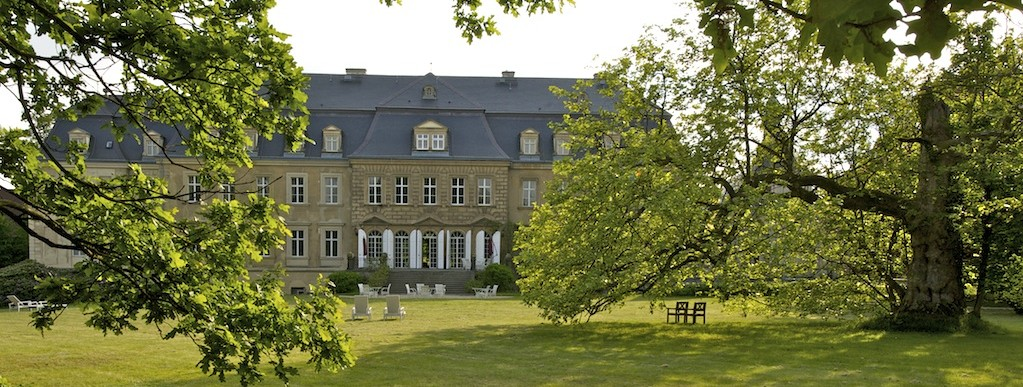
Schloss Gaußig, Blick vom Park

Das Schloss Gaußig ist das ehemalige Herrenhaus eines Guts in der Gemeinde Doberschau-Gaußig im Landkreis Bautzen. Inmitten einer gewachsenen Kulturlandschaft, südlich durch die nördlichste Bergkette des Lausitzer Berglandes begrenzt, liegt der 30 ha große Landschaftspark im englischen Stil. Schloss, Orangerie, Kirche, Pfarrhaus und Gutshof bilden das Zentrum von Gaußig.

## Geschichte

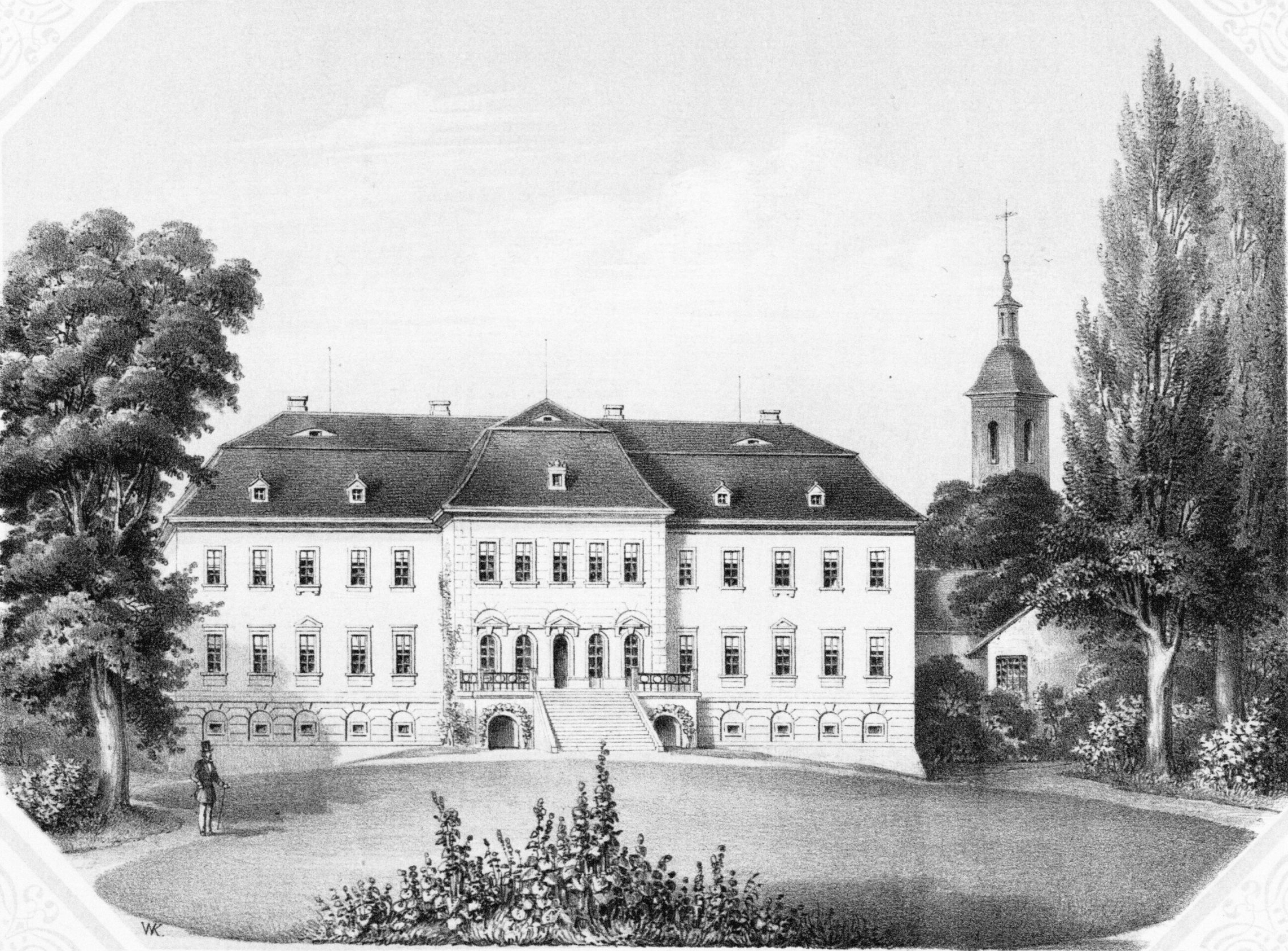
Schloss Gaußig, Mitte des 19. Jahrhunderts

Im Jahr 1245 wird erstmals ein Herrensitz erwähnt. 1696 wird Generalmajor und Oberst Rudolph von Neitschütz mit Gaußig belehnt, der auch um 1700 mit seiner Frau Ursula das jetzige Herrenhaus im barocken Stil erbauen ließ. Von 1747 bis 1750 ließ der neue Eigentümer Heinrich Graf von Brühl nach Plänen des Oberlandbaumeisters Johann Christoph Knöffel einen Barockgarten anlegen, von dem der runde Pavillon und der Kanal erhalten sind. Die Sanierung des teilweise zerstörten Pavillons wurde 2009 von den jetzigen Eigentümern eingeleitet.
Von 1750 bis 1766 war Schloss Gaußig im Besitz von Hermann Carl Graf von Keyserlingk, dem russischen Gesandten am sächsischen Hof. 1766 erwarb es Peter von Riaucour, der es 1768 seinem Sohn Graf Andreas von Riaucour, sächsischer Gesandter am kurpfälzer Hof in Mannheim, vererbte. Um 1800 erhielt der Park im Auftrag von dessen Tochter Henriette Gräfin von Schall-Riaucour, wohl unter Mitwirkung von Oberlandbaumeister Christian Friedrich Schuricht und Lord Findlater, seine bis heute erhaltene landschaftliche Gestaltung. Das Schloss wurde von Schuricht im palladianischen Klassizismus umgestaltet, mit Putzquaderung an den Risaliten, Löwenköpfe und Stoffgehänge in den Bogenfeldern etc. In diese Zeit fallen auch die Neugestaltung des Eingangsbereichs (Vorhalle mit ionischen Säulen), Gartensaal mit Hermen als Träger der Verdachung zu den seitlichen Türen.
Im Jahr 1880 wurde die Friedhofsanlage errichtet und 1894 wurde die Kapelle gebaut. 1907 wurden die Bibliothek an der Südseite angebaut und mehrere Räume umgestaltet. 1945 wurde der Besitz enteignet und danach durch die Rote Armee und kurze Zeit durch die CDU genutzt. Bereits 1946 bekam die Technische Hochschule Dresden das Schloss als Erholungsheim für deren Lehrkräfte durch die Landesregierung Sachsen übergeben. Von 1951 an war auch der Park im Eigentum der Hochschule. Gebäude und Park blieben durch die dauernde Nutzung und durch Erhaltungsmaßnahmen vor dem Verfall bewahrt.
1997 beabsichtigte der Freistaat Sachsen, das Schloss Gaußig für den symbolischen Preis von 1 DM zum Verkauf anzubieten.
Im Jahr 2005 wurden Schloss und Park Gaußig Eigentum der Familie Andreas Graf von Brühl-Pohl. Über drei Jahre lang wurde das Schloss saniert und restauriert, um nunmehr als Bed and Breakfast zu dienen.

## Interieur

### Vestibül

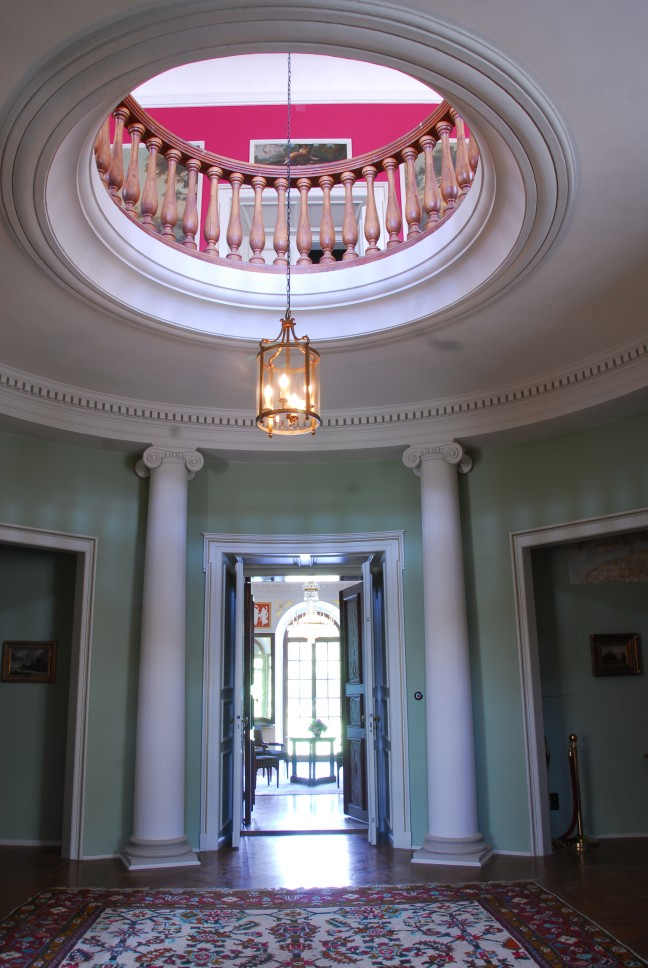
Vestibül

Der Raum wurde um 1800 umgebaut. Zu den Veränderungen gehörte unter anderem die Übermalung der barocken Wandbemalung (zu sehen im südlichen Gang) durch ein für die Zeit typisches zartes sog. sächsisches Grün. Durch die Gliederung in acht ionische Säulen wurde die doppelläufige Treppe auf einen Lauf reduziert. Das offene Kreisauge erlaubt den Blick ins Obergeschoss und sollte den römischen Baustil nachempfinden. Elegant ist ebenfalls die Lösung mit der Belichtung des Zwischenpodests der Treppe.

### Kaminzimmer
Das Kaminzimmer wird heute wie früher als Wohnzimmer genutzt. Um ca. 1870 wurde der Raum im Stil der Neorenaissance überformt und ist bis heute in diesem Zustand. Typisch für die Zeit ist zum Beispiel die Eichenvertäfelung. Die Wandfarbe wurde während der letzten Sanierung aufgrund alter Befunde erneuert, und auch die jetzigen Sitzmöbel der Familie von Brühl-Pohl stammen aus der Zeit um 1870. Hier hängen Gemälde von Heinrich Graf von Brühl und seiner Ehefrau Franziska (geb. Gräfin Kolowrat-Krakowsky) sowie weitere Gemälde aus dem 18. Jahrhundert.

### Kupferstichkabinett/Printroom

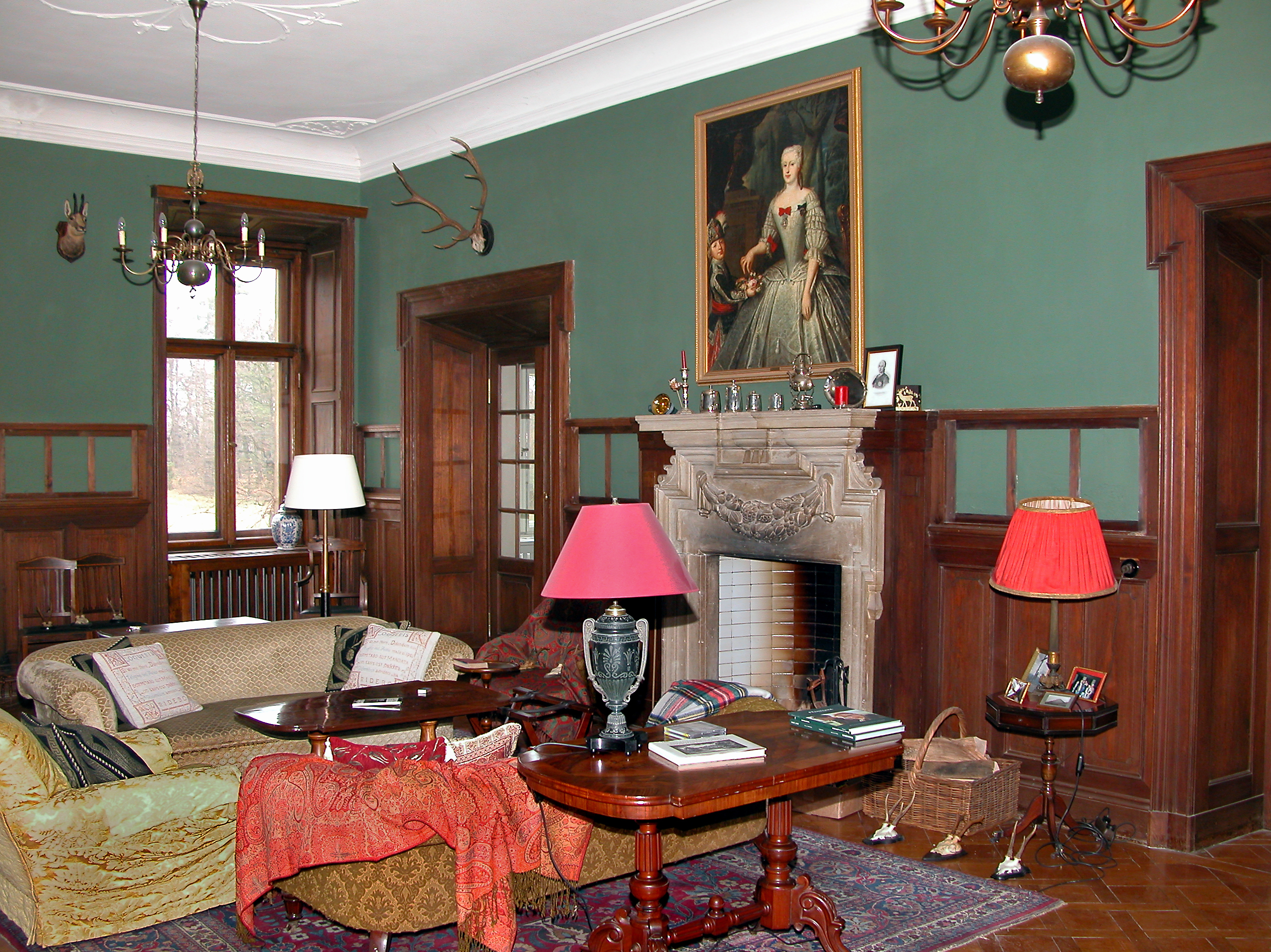
Schloss Gaußig, Kaminzimmer

Der Vorraum zur Bibliothek ist durch 77 Kupferstiche gekennzeichnet, die überwiegend aus England (18. Jahrhundert) stammen. Besonders ist auch der sehr gut erhaltene Kachelofen von 1818 mit einem achteckigen Grundriss.

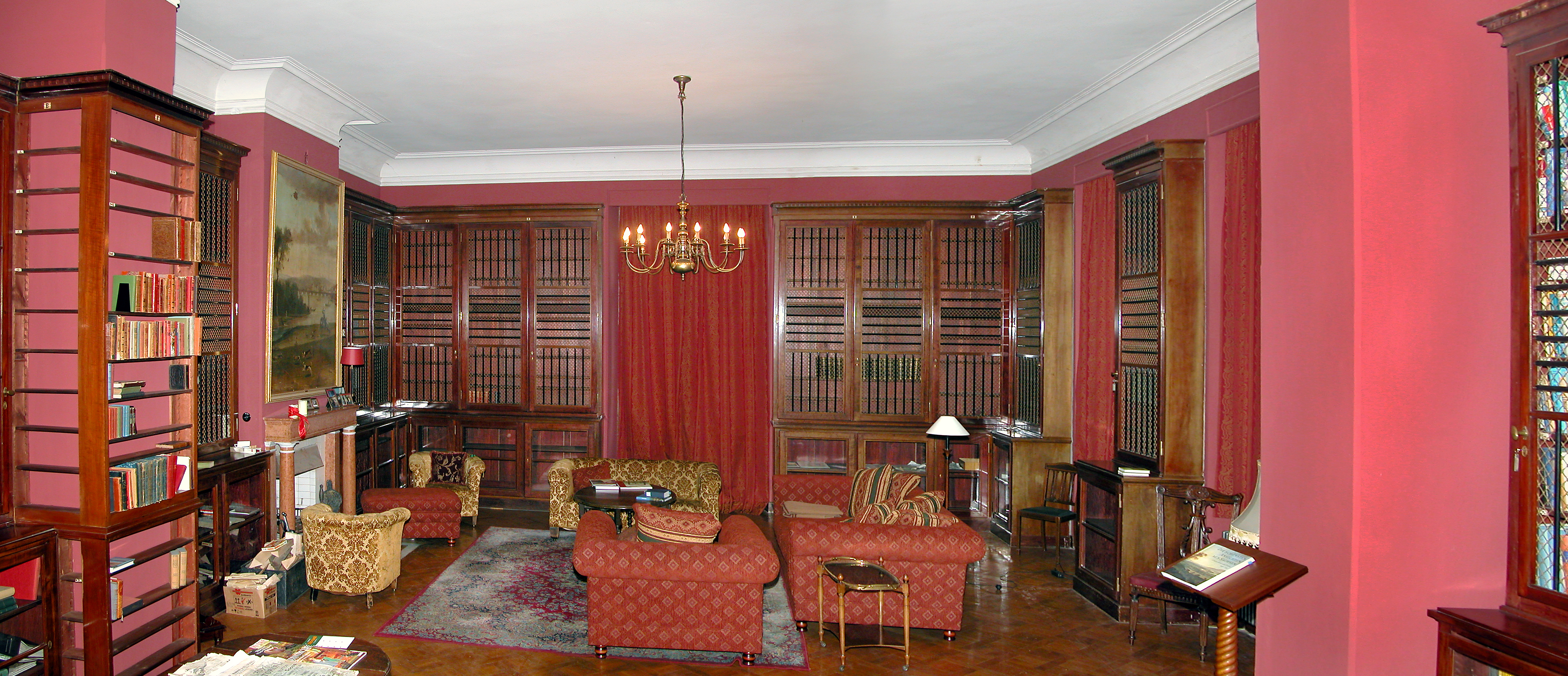
Schloss Gaußig, Bibliothek

### Bibliothek
Bekannt ist, dass die Bibliothek bis 1907 in einem Raum im ersten Obergeschoss des Schlosses untergebracht und vermutlich streng systematisch, getrennt nach Formaten, aufgestellt war, analog zu einem etwa um 1800 angelegten handschriftlichen Katalog. Nach Umbau und Erweiterung des Schlosses kam die Bibliothek 1907 in ihre heutigen Räume. Mit dem Umzug war mit großer Gewissheit eine Neuordnung der Bestände verbunden. Das Bemühen um eine sachliche Ordnung ist zu erkennen. Bei dem Gemälde über dem Kamin handelt es sich um einen Teil der Jagdszenen, gemalt von Johann Christian Klengel.
Der Buchbestand von 7500 Bänden aus dem 17. bis 19. Jahrhundert überdauerte als Gesamtheit bis 1999 an seinem Originalstandort, wonach er im Zuge der Rückübertragung beweglichen Inventars an die Familie Schall-Riaucour ging. Über den heutigen Verbleib fehlen zuverlässige Angaben.

### Billardzimmer
Dieser Raum wird auch heute wieder als Billardzimmer genutzt. In diesem Raum hängen Gemälde von Karl Hofmann (1852–1926), außerdem steht hier ein neubarocker Kachelofen mit Tür im Jugendstil.

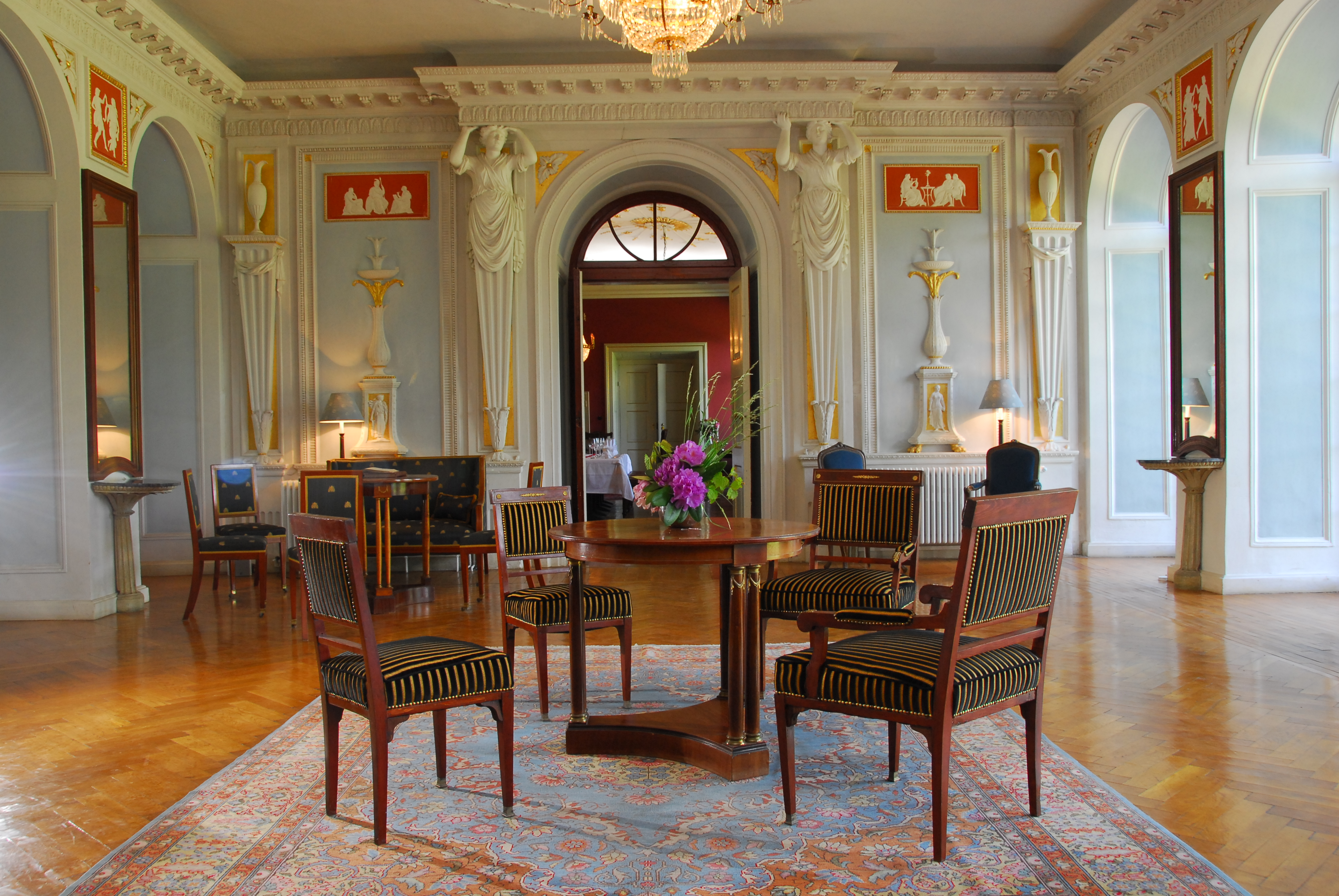
Spiegelsaal

### Spiegelsaal / Gartensaal
Der Spiegelsaal beeindruckt durch seine Bemalungen und Stuckaturen, die um 1800 im klassizistischen Stil ausgeführt wurden. Architektonische Elemente wie Säulen oder Hermenpilaster treten in den Vordergrund. Den Gartenfenstern antworten große Spiegel.

### Speisesaal

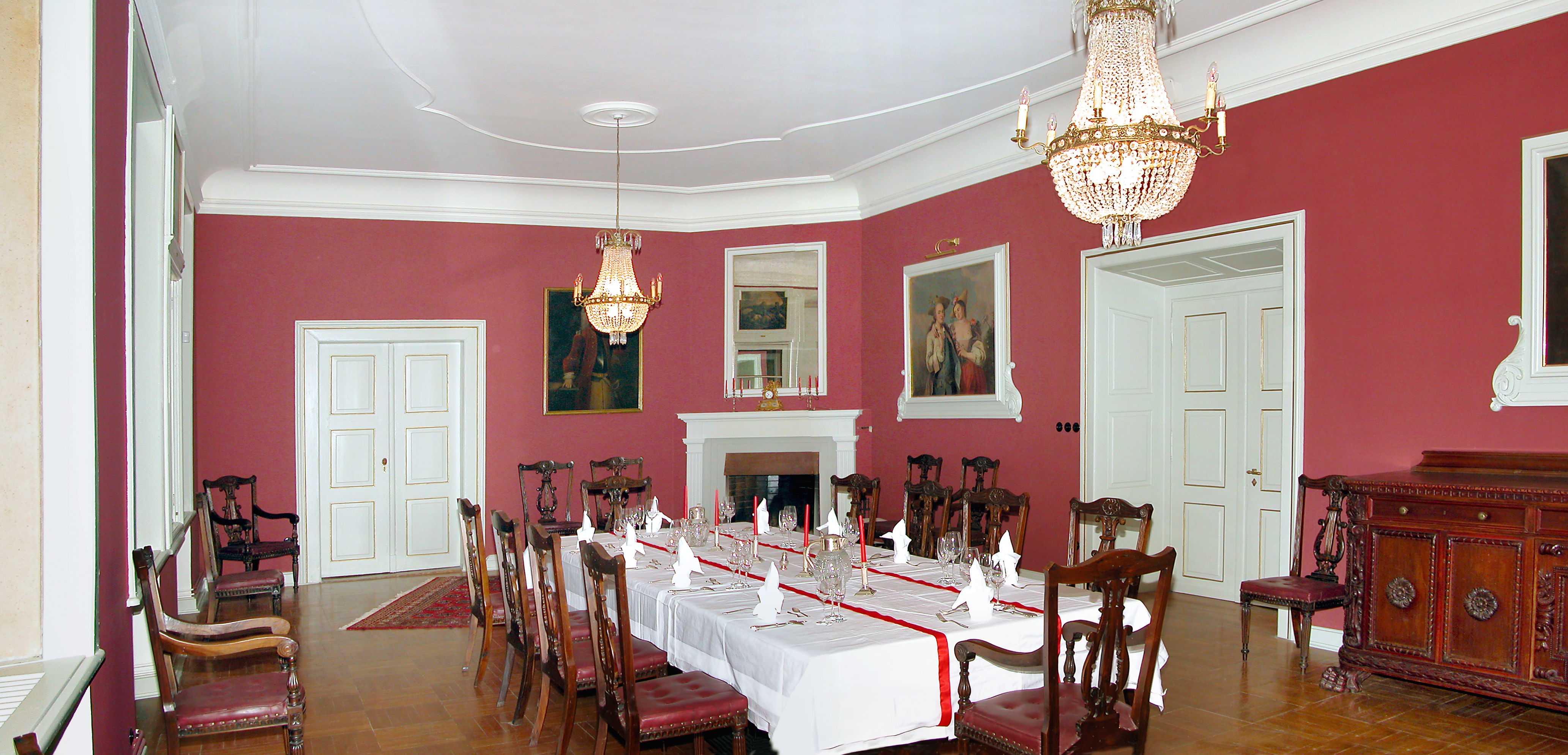
Schloss Gaußig, Speisesaal

Um die jetzigen Proportionen zu schaffen, wurde wahrscheinlich um 1870 eine Trennwand entfernt. Der Kamin wurde durch Graf von Brühl alten Fotografien gemäß wieder im klassizistischen Stil rekonstruiert. Auch die Bestuhlung wurde anhand von Nachbildungen eines Entwurfs von Robert Adam für Schloss Osterley Park (westlich von London) angefertigt. Das Buffet ist eine Nachbildung eines neuklassizistischen Stücks von etwa 1900. In den Vitrinen befinden sich mehrere Delfter Deckelvasen aus dem 18. bis 19. Jahrhundert sowie Prunktassen aus dem Zeitraum von 1804 bis 1870.
- Gemälde Südseite: Porträt von Karl Heinrich von Gfug (sächsischer Generalmajor), gemalt um 1730 von Louis de Sylvestre; Dieses Bild hing früher auf der Festung Königstein.
- Gemälde Westseite: Schäferszenen von Joseph Roos (1726–1805) aus dem Jahr 1750 (Original-Inventar des Schlosses von Heinrich Graf von Brühl)
- Gemälde Ostseite: Porträt von Ursula von Neitschütz, der Beuherrin des Schlosses um 1700, sowie Supraporten von ca. 1790 aus dem 1. Obergeschoss des Schlosses (Original-Inventar)
- Gemälde Nordseite: Porträt von Hans Moritz Graf von Brühl aus der Linie Martinskirchen

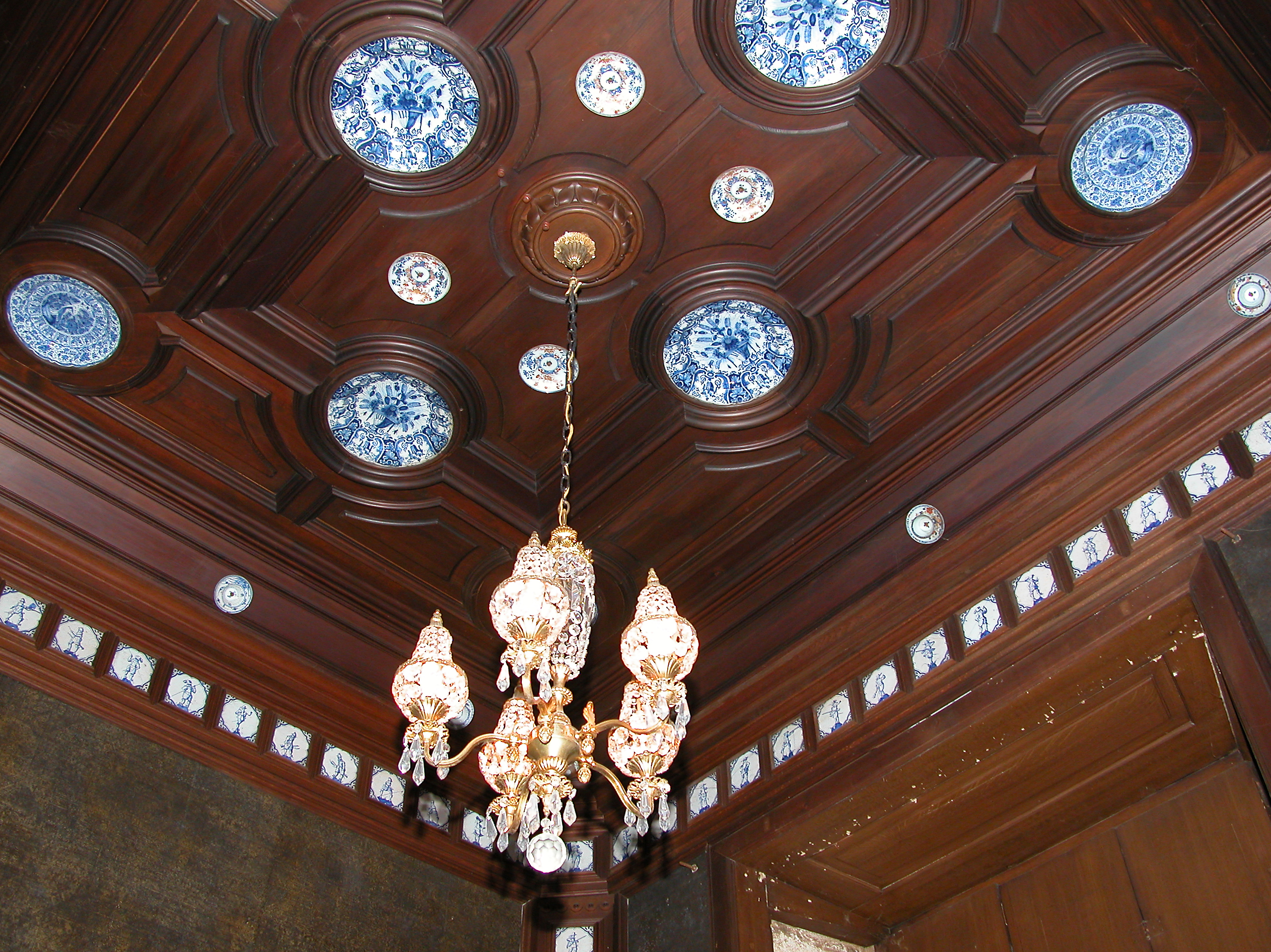
Schloss Gaußig, Porzellankabinett

### Porzellankabinett
Ein weiterer Raum im Originalzustand der Neorenaissance ist das Porzellankabinett (oder Delfter Zimmer), das zusammen mit der Kapelle um 1894 umgestaltet wurde. An den Wänden sind 154 Delfter Kacheln und Teller angebraxcht, die aus dem 17. Jahrhundert stammen. Chinesische Porzellanteller aus dem 16. Jahrhundert hängen an der Decke.

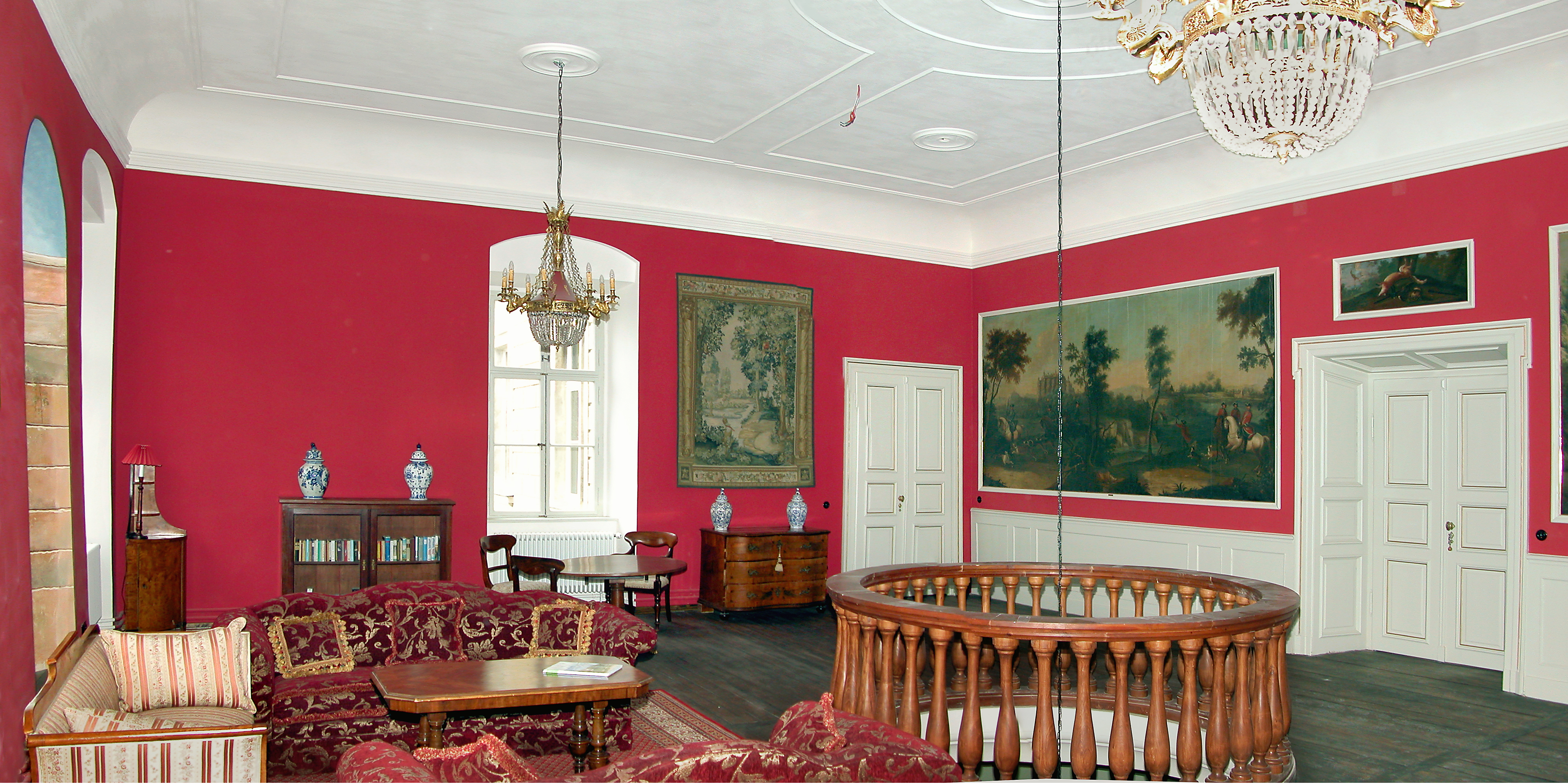
Schloss Gaußig, oberes Vestibül

### Oberes Vestibül
Im oberen Vestibül sind bedeutende Jagdszenengemälde zu sehen, die um 1800 für das Schloss Gaußig von Johann Christian Klengel (1751–1824) gemalt wurden.

## Schlosskapelle

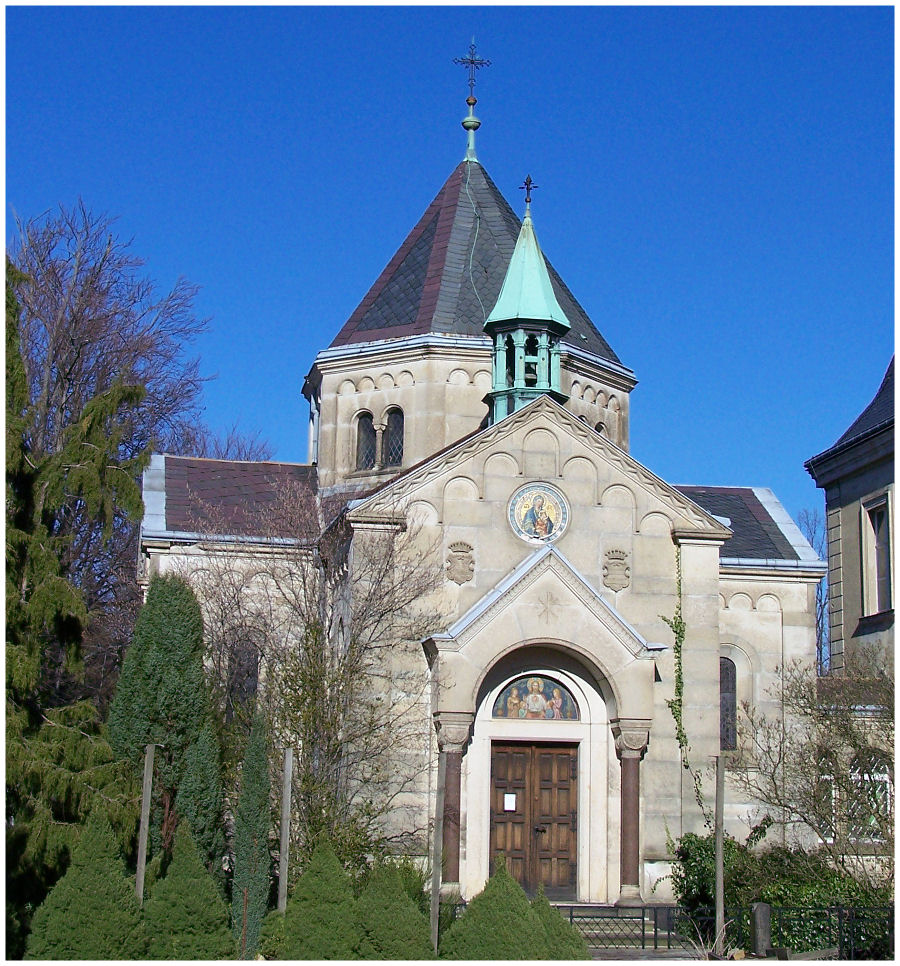
Schlosskapelle

Die Schlosskapelle wurde im Jahr 1894 als neoromanischer Zentralbau mit Satteldächern erbaut. Die Pläne stammen von Pater Leander Helmling und Bruder Clemens vom Benediktinerkloster Emmaus in Prag. Sie knüpfen an die frühchristliche Ikonografie im Sinne der Beuroner Kunstschule an. Die Kapelle besteht aus einem oktogonalen Vierungsturm mit Zeltdach und Dachreiter mit Laterne. Das Mosaik im Tympanon oberhalb des Portals zeigt den segnenden Christus. Der kreuzförmige Innenraum hat einfache Kreuzgratgewölbe sowie einen umlaufenden Fries mit Laubwerk und einer Trompenkuppel. Die Farbverglasungen aus der Bauzeit haben geometrische und ornamentale Motive. Richtung Osten liegt die Apsis, deren Portal durch acht Marmorsäulen betont wird, mit dem Tischaltar aus Marmor mit Vergoldungen und Tabernakel. Hier stand früher der berühmte Flügelaltar von 1471, der sich ursprünglich in der evangelischen Martinskirche befand, bis diese 1874 von Carl August Schramm umgebaut wurde.
Das Innere wurde in 2011 über mehrere Monate hinweg von der Eigentümerfamilie saniert und am 3. Advent mit einem Dankesgottesdienst wieder eingeweiht.

## Landschaftspark

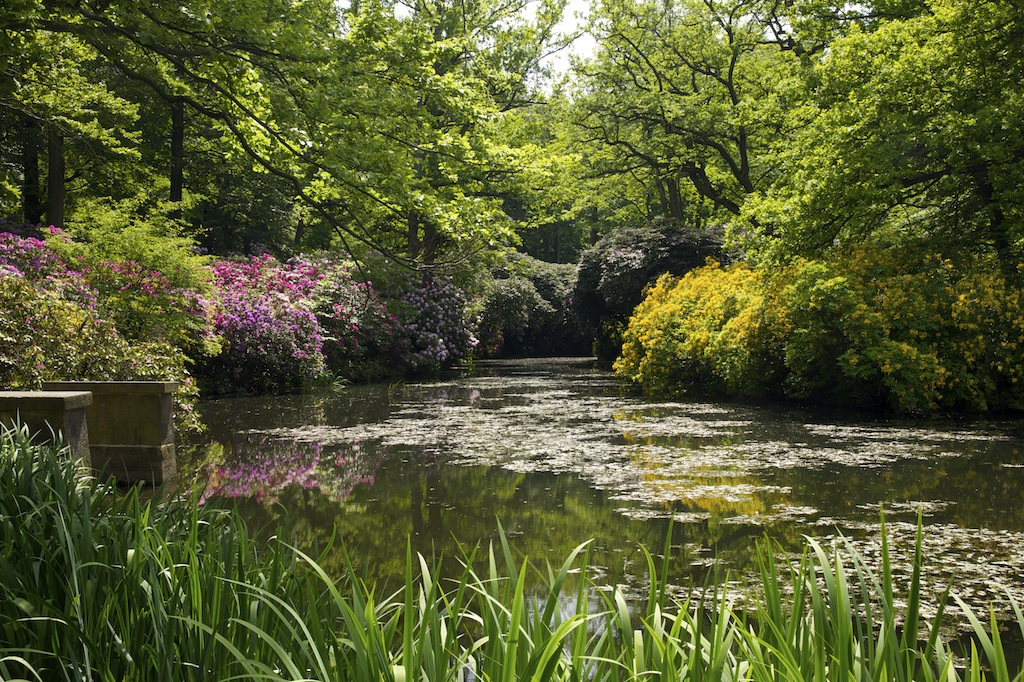
Schlossteich

Der Park umfasst 30 Hektar und ist der größte Landschaftspark Sachsens in Privatbesitz. Um 1800 erhielt der Park im Auftrag von Gräfin Henriette von Schall-Riaucour wohl unter Mitwirkung von Oberlandbaumeister Christian Friedrich Schuricht (ab 1812 Oberlandbaumeister am sächsischen Hof) und James Ogilvy, 7. Earl of Findlater seine bis heute erhaltene landschaftliche Gestaltung. Ausgedehnte Wiesenflächen mit mächtigen Solitärbäumen und Gehölzgruppen werden von Hochwald, prachtvollen Rhododendren und Wasserläufen begrenzt. Die Rhododendren stammen aus dem Sortiment des Hofgärtners Seidel, der die ersten für Sachsen geeigneten Arten züchtete, und sind von ca. 1840–1870. Von der ursprünglichen Ausstattung sind ein von Heinrich Graf von Brühl erbauter runder Pavillon an der früheren Wasserachse erhalten. Dieser wurde von der Eigentümerfamilie im Jahr 2010 wiederaufgebaut. Ebenso gibt es einen viereckigen Pavillon in der Sichtachse der früheren Zufahrt zum Schloss, der um 1800 errichtet wurde. Der Schwanenteich, die Kruzifix-Eiche sowie die nach Familienmitgliedern bezeichneten Areale Karlsruhe, Adamsteich, Andreasteich, Moritzwäldchen und Andreaswäldchen (neben der Kruzifix-Eiche) sind ebenfalls erhalten. Ein kleines Gewässer durchfließt den Park und „erheitert das Gemüt durch sein fröhliches Gluckern“ (Sächsische Gartenkunst 1814). Bemerkenswerte Ausblicke innerhalb des Parks und in die umgebende Landschaft, das weitläufige Wegenetz sowie viele dendrologische Kostbarkeiten (z. B. einer der größten Tulpenbäume von Sachsen) machen Gaußig zu einem der schönsten Landschaftsparks in der Oberlausitz, der zur Zeit der Rhododendrenblüte besonders sehenswert ist.